# Sympetrum haritonovi
Sympetrum haritonovi – gatunek ważki z rodziny ważkowatych (Libellulidae).